# Johannes Runnenburg
Johannes Theodorus Runnenburg (* 19. Februar 1932 in Amsterdam; † 16. April 2008) war ein niederländischer Mathematiker, der sich mit Mathematischer Wahrscheinlichkeitstheorie befasste.
Runnenburg wurde 1960 bei Nicolaas Govert de Bruijn an der Universität Amsterdam promoviert (On the Use of Markov Processes in One-server Waiting-time Problems and Renewal Theory). 1960 wurde er Lektor für Wahrscheinlichkeitstheorie und Analysis in Amsterdam und 1962 Professor. 1997 wurde er emeritiert.
Zu seinen Doktoranden gehören Gijsbert de Leve, Wim Vervaat (1942–1994), Arie Hordijk, Laurens de Haan (1937), Guus Balkema (August Aimé Balkema) und Fred Steutel.